# Vladislav Vančura
Vladislav Vančura  (Háj, pequena aldeia da Morávia, 23 de junho de 1891 – Praga, 1 de junho de 1942) foi um destacado escritor, diretor de cinema, dramaturgo, roteirista e poeta do século XX de nacionalidade checa, que foi um dos fundadores do grupo de arte de vanguarda Devětsil.
Atuando nos escombros do Império Austro-húngaro, foi membro do Partido Comunista da Tchecoslováquia, embora tenha sido expulso oito anos depois. Engajado na luta anti-fascista durante a II Guerra Mundial, foi executado pela Gestapo , tendo sido levado de sua casa invadida. O conjunto de sua obra passaria a ser considerado o mais importante do período entre-guerras.